# Ermine Street Guard

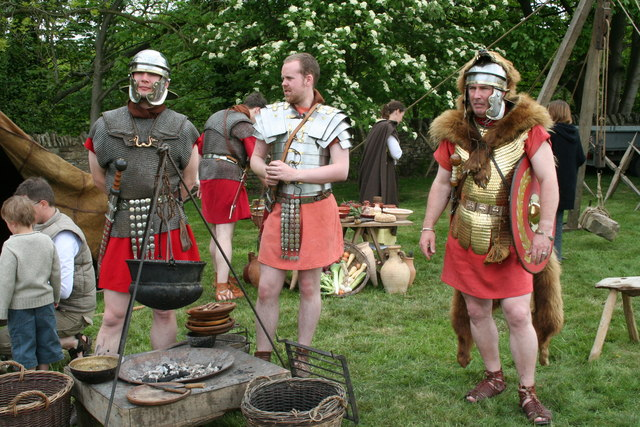
Leden van de Ermine Street Guard op een evenement

De Ermine Street Guard is een Brits genootschap dat leven en bezigheden van Romeinse legionairs bestudeert en uitbeeldt. De activiteiten van het gezelschap vallen onder levende geschiedenis.

## Re-enactment
Het genootschap werd in 1972 opgericht om middels re-enactment, het naspelen van een Romeinse patrouille, geld in te zamelen voor een goed doel. De groep werd Ermine Street Ghosts genoemd, naar de oude Romeinse weg van Londen naar Lincoln, die in Groot-Brittannië bekendstaat als Ermine Street. Na dit optreden werd de groep ook voor andere evenementen uitgenodigd. Meer personen meldden zich aan en er werd een vereniging gevormd onder de naam Ermine Street Guard. Thans telt het genootschap enkele tientallen leden, afkomstig uit geheel Engeland en Wales. Dat zijn vrijwel allemaal mannen, omdat de groep uit een oogpunt van historische accuratesse geen vrouwen in mannenrollen toestaat.

### Authenticiteit
Reeds bij de oprichting werd besloten dat uitrustingsstukken van een "meer dan theatraal niveau" dienden te zijn. In de loop van haar geschiedenis werd de vereniging daar steeds fanatieker en accurater in. Daarbij richt het genootschap zich in eerste aanleg op uitrustingsstukken zoals die in de eerste eeuw werden gebruikt, maar ook uit andere perioden wordt materiaal nagemaakt. Inmiddels staat de Guard bekend om het historisch perfectionisme waarmee de leden uitrustingsstukken en wapens (met de hand) namaken en dat soms opnieuw doen omdat wetenschappelijke inzichten zijn veranderd. Dat geschiedt zoveel mogelijk met authentieke materialen en op originele wijzen, al moet men soms concessies doen om praktische redenen.

### Experimentele archeologie
De Guard heeft met haar activiteiten bijgedragen aan de kennis over de Romeinse militaire uitrusting, in het bijzonder die over de lorica segmentata, het harnas van de Romeinse legionairs. Daarmee vallen de activiteiten van de vereniging zowel onder re-enactment, als onder experimentele archeologie.
Ook tenten en artilleriestukken worden door de leden zelf vervaardigd, vaak op een wijze die de originele zo dicht mogelijk nadert. In verscheidene werken over de Romeinse geschiedenis en over de legioenen zijn afbeeldingen van de Ermine Street Guard ter illustratie verwerkt. De Guard beschikt over een zelf gemaakte ballista en een onager. Zij treden vaak bij evenementen op en worden ook wel door onderwijsinstellingen benaderd voor praktijklessen over het leven van de Romeinse soldaat.